# Megamorio
Megamorio is een geslacht van kevers uit de familie van de loopkevers (Carabidae). De wetenschappelijke naam van het geslacht is voor het eerst geldig gepubliceerd in 1880 door Chaudoir.

## Soorten
Het geslacht Megamorio omvat de volgende soorten:
- Megamorio basilewskyi Straneo, 1949
- Megamorio camerunus Straneo, 1949
- Megamorio congoensis Straneo, 1949
- Megamorio feai Straneo, 1938
- Megamorio gabonicus (Alluaud, 1932)
- Megamorio mniszechii (Chaudoir, 1869)